# کرامر (نبراسکا)
کرامر (به انگلیسی: Kramer) یک منطقهٔ مسکونی در ایالات متحده آمریکا است که در نبراسکا قرار دارد. کرامر ۴۱۷٫۸۹ متر بالاتر از سطح دریا واقع شده‌است.